# Flyers de Winkler
Les Flyers de Winkler sont une équipe de hockey sur glace de la Ligue de hockey junior du Manitoba. L'équipe est basée à Winkler dans la province du Manitoba au Canada.

## Historique
L'équipe est créée en 1973 sous le nom des Travellers de Brandon. En 1980, elle devient les Flyers de Winkler.

## Palmarès
| Épreuve        | Date             |
| -------------- | ---------------- |
| Coupe Turnbull | 1991, 1992, 1998 |